# Kemisk industri

Oljeraffinaderi i Louisiana, ett exempel på kemisk industri.

Kemisk industri är industri som bedriver tillverkning av kemiska produkter eller med hjälp av kemiska processer.
Bland delbranscher och produktgrupper som inom kemisk industri finns:
- Oorganiska baskemikalier
- Organiska finkemikalier
- Färgindustri
- Läkemedelsindustri
- Petrokemi, inklusive raffinaderier och plastråvaror (inkluderas ibland)

## Historia

### Före industriella revolutionen
Människan har sedan länge använt sig av kemiska processer för att tillverka olika kemikalier i både liten men även större skala före den industriella revolutionen. Några av de kemiska processer som människan har känt till långt före den industriella revolutionen är:
- Smältning och legeringar av olika metaller
- Alkoholframställning med hjälp av fermentering
- Framställning av pottaska (K2CO3) från växter
- Framställning av natriumhydroxid (NaOH) och kaliumhydroxid (KOH)
- Framställning av tvål
- Framställning av glas
- Framställning av alun
- Framställning av salpetersyra (KNO3)
- Framställning av svavelsyra (H2SO4)

### Industriella revolutionen
Den första riktiga industriella produktionen med kemikalier brukar tilldelas Joshua Ward. 1736 började han en till en början småskalig produktion av svavelsyra. Ward var inte först med att tillverka svavelsyra då det hade gjorts sedan mycket lång tid. Däremot använde han sig av en ny metod för tillverkningen som minskade produktionskostnaderna. Ward framställde svavelsyran genom att bränna en blandning av salpeter och svavel ovanför ett tunt lager med vatten. Blandningen destillerades sedan för att få en högre koncentration av svavelsyra. Produktionen i Wards fabrik växte och ledde till att fler tog efter. Detta ledde i sin tur till att mycket innovation och framsteg gjordes i produktionen av svavelsyra och kemikalier i stort.

#### Leblancprocessen
Under den industriella revolutionen ökade produktionen av textilier, och där man använde sig av kaustiska alkalier som blekningsmedel. Detta i kombination med att alkalier även användes vid tillverkning av tvål och glas gjorde att efterfrågan på alkalier gick upp. En av de alkalier som efterfrågades var natriumkarbonat. 1790 kom Nicolas Leblanc på en process som framställde natriumkarbonat (Na2CO3) från natriumklorid (NaCl) i tre reaktionssteg. Denna process kommer att bli kallad Leblancprocessen".

#### NPK
På 1840-talet forskade Lawes i England och Lieberg i Tyskland växters näringsbehov. De kom fram till att deras näringsbehov främst bestod av de tre grundämnena kväve (N), fosfor (P) och kalium (K). Tillsammans har dessa grundämnen gett namn till det konstgödsel som framställs av dem, NPK. Lawes tog patent på produktionen av NPK och öppnade en fabrik för tillverkning 1841. Detta blev starten för konstgödselindustrin som har möjliggjort den gröna revolutionen och idag är en viktig del av den kemiska industrin.

#### Kemiindustrins framväxt i USA
Den första storskaliga kemiska industrin i Amerika började med produktionen av pottaska. Man hade tillgång till stora mängder billig skog och det blev därför billigt att tillverka pottaska eftersom en del av tillverkningsprocessen var att bränna växtmaterial. På grund av att USA insåg att det var en strategisk svaghet att vara beroende av andra länder för tillverkning av till exempel krut så hade staten ett intresse av att gynna den inhemska industrin. 1802 infördes därför en skatt på färdigt krut och importen av produkterna för tillverkningen förenklades.

## Kemisk industri i Sverige
Den kemiska industrin i Sverige är främst koncentrerad i landets södra delar samt runt Göteborg och Stockholm. Idag finns det ungefär 20 företag som utgör en betydande del av produktionen. Dessa större företag är idag utländskt ägda och produkter från den kemiska industrin var 2014 Sveriges tredje största exportsektor.